# Hanan El Tawil
Hanan El Tawil (también escrito Hannan Eltaweil y Hanan El Taweil; en árabe: حنان الطويل‎; Sinnuris, Faiyum, 12 de febrero de 1966-El Cairo, 1 de diciembre de 2004)  fue una actriz y cantante egipcia, que interpretó papeles en cine y teatro; en este último, se especializó en comedias. Fue la primera actriz transgénero en Egipto. Se especula que su muerte en 2004 fue un suicidio debido a una enfermedad mental agravada por el acoso frecuente. Fue el tema de un documental del grupo egipcio de defensa de los derechos LGBTQ No Hate Egypt.

## Papeles notables
- Al-Nazer (The Principal, 2000) - Profesora de inglés, señorita Inshirah [4]
- 55 Esaaf (2001) - La vecina Aziza
- Askar fi el-mu'askar (2003) - El Set Corea [5]